# Sì, buana
Sì, buana, pubblicato nel 1986, è un doppio album della cantante italiana Mina.

## Descrizione
Commercializzato su vinile come "doppio LP" non divisibile, mentre su CD i due dischi vengono venduti singolarmente con l'aggiunta al titolo di "vol. 1" e "vol. 2". Le liste tracce sono comunque le stesse su tutti e due i supporti audio.
Il disco 1 contiene le canzoni della trasmissione RAI 30 anni della nostra storia.
In Bella senz'anima subentra nel finale l'autore stesso Riccardo Cocciante che ne intona il titolo e chiude la versione con i vocalizzi che erano anche nell'originale.
Buonasera dottore è cantata assieme a Francesco Donatelli.
Via di qua è stata la sigla di chiusura della trasmissione RAI 30 anni della nostra storia.
Il disco 2 contiene una cover (in italiano) di un vecchio successo di Chico Buarque, Retrato em branco e preto, scritto in collaborazione con Antônio Carlos Jobim.
Ogni tanto è bello stare soli è scritta da Andrea Mingardi, che tornerà a scrivere per Mina nel 2006 per il disco Bau
Del pezzo Azzurro esiste una prima versione in un medley eseguito nel 1968 per lo spettacolo del sabato sera Canzonissima. Esso è stato inserito, in seguito, nella raccolta non ufficiale Signori... Mina! vol. 4, pubblicata nel 1993.

## Tracce
Disco 1 / CD 1
1. Bella senz'anima (feat. Riccardo Cocciante) – 4:40 (testo: Paolo Cassella – musica: Riccardo Cocciante, Marco Luberti)
2. Che male fa – 4:20 (Piero Cassano, Aldo Stellita, Carlo Marrale)
3. Ancora – 4:22 (testo: Franco Migliacci – musica: Claudio Mattone)
4. Questo piccolo grande amore – 5:20 (testo: Claudio Baglioni – musica: Claudio Baglioni, Antonio Coggio)
5. Grease – 3:20 (Barry Gibb)
6. E tu come stai? – 5:09 (Claudio Baglioni)
7. Venus – 3:49 (Robbie Van Leeuwen)
8. Buonasera dottore (feat. Francesco Donatelli) – 4:30 (testo: Paolo Limiti – musica: Shel Shapiro)
9. Io domani – 4:40 (testo: Giancarlo Bigazzi – musica: Gianni Bella)
10. Azzurro – 4:02 (testo: Vito Pallavicini – musica: Paolo Conte)

Disco 2 / CD 2
1. Un cucchiaino di zucchero nel thè – 3:19 (testo: Gianfranco Manfredi – musica: Ricky Gianco)
2. Via di qua (feat. Fausto Leali) – 4:51 (testo: Giorgio Calabrese – musica: Massimiliano Pani)
3. Semplicemente tua – 5:03 (testo: Ugo Nicolicchia – musica: Sandro Gelmetti)
4. Sotto il sole dell'Avana – 3:52 (testo: Adelio Cogliati, Claudia Ferrandi – musica: Piero Cassano)
5. Ritratto in bianco e nero (Retrato em branco e preto) – 5:30 (testo: Giorgio Calabrese – musica: Antônio Carlos Jobim)
6. Cosa manca – 4:00 (testo: Adelio Cogliati – musica: Piero Cassano, Massimiliano Pani)
7. Domande – 4:28 (testo: Riccardo Borghetti – musica: Franco Serafini)
8. L'altra metà di me – 3:19 (Piergiorgio Benda)
9. Ogni tanto è bello stare soli – 4:43 (Andrea Mingardi)
10. Pomeriggio sonnolento – 3:25 (testo: Giorgio Calabrese – musica: Randy Jackson)
11. Secondo me – 2:07 (testo: Giorgio Calabrese – musica: Riccardo Cocciante)

## Formazione
- Mina – voce, cori
- Aldo Banfi – sintetizzatore
- Danilo Rea – pianoforte, Fender Rhodes
- Gigi Cappellotto – basso
- Ellade Bandini – batteria
- Renè Mantegna – percussioni
- Massimiliano Pani – chitarra, cori
- Piergiorgio Benda – tastiera, pianoforte
- Massimo Moriconi – basso
- George Aghedo – percussioni
- Walter Scebran – batteria
- Giovanni Tommaso – basso
- Renato Sellani – pianoforte
- Mario Robbiani – tastiera, cori
- Paolo Gianolio – chitarra, programmazione, basso, sintetizzatore
- Angel "Pato" Garcia – chitarra
- Fernando Brusco – tromba
- Gustavo Bregoli – tromba
- Moreno Fassi – trombone
- Piero Cassano, Franco Serafini, Gianni Farè, Andy Surdi, Sam Jordan – cori

## Classifiche

### Classifiche settimanali
| Classifica (1986) | Posizione massima |
| ----------------- | ----------------- |
| Italia            | 1                 |

### Classifiche di fine anno
| Classifica (1986) | Posizione |
| ----------------- | --------- |
| Italia            | 14        |